# 岩永省一 (実業家)
岩永 省一（いわなが しょういち、1965年8月7日 - ）は、日本の実業家。りそなホールディングス取締役兼代表執行役等を経て、りそな銀行代表取締役社長。

## 人物・経歴
1989年明治大学経営学部卒業、大和銀行入行。2012年りそな銀行東京営業第六部長兼法人ソリューション営業部企業ファイナンス室長。2014年りそな銀行虎ノ門支店長兼営業第一部長。2016年りそな銀行執行役員営業サポート統括部長。2017年りそな銀行執行役員営業サポート統括部担当兼ファシリティ管理部担当、りそなホールディングス執行役ファシリティ管理部担当。2018年りそな銀行執行役員経営管理部担当、りそなホールディングス取締役兼代表執行役グループ戦略部担当。2020年りそな銀行代表取締役社長、りそなホールディングス執行役グループ戦略部（りそな銀行経営管理）担当。